# Chthonius pacificus
Espèce
Chthonius pacificus est une espèce de pseudoscorpions de la famille des Chthoniidae.

## Distribution
Cette espèce est endémique de Californie aux États-Unis. Elle se rencontre dans le comté d'Orange.

## Description
La femelle holotype mesure 1,66 mm.

## Publication originale
- Muchmore, 1968 : Two new species of chthoniid pseudoscorpions from the western United States (Arachnida: Chelonethida: Chthoniidae). Pan-Pacific Entomologist, vol. 44, p. 51-57 (texte intégral).